# Pristurus sokotranus
Pristurus sokotranus är en ödleart som beskrevs av  Parker 1938. Pristurus sokotranus ingår i släktet Pristurus och familjen geckoödlor. IUCN kategoriserar arten globalt som livskraftig. Inga underarter finns listade i Catalogue of Life.